# Vickan, Kungsbacka kommun
Vickan är en bebyggelse i norra delen av tätorten Onsala i Kungsbacka kommun belägen på Onsalahalvön.

## Tätorten
1975 avgränsade SCB en tätort med 903 invånare inom området. Orten växte snabbt och har sedan 1995 ingått som en del av Onsala tätort.